# Alphonse Matejka
Alphonse Matejka (* 9. Januar 1902 in St. Gallen, Schweiz; † 27. Oktober 1999 in La Chaux-de-Fonds, Schweiz) war ein namhafter Anhänger der Plansprachen Ido und Occidental.

## Biografie
Die Familie Matejka stammte ursprünglich aus Wischkowitz (Výškovice) in Böhmen. Sein Vater kam vor 1900 in die Schweiz, womöglich wegen der fehlenden Arbeitsmöglichkeiten in der Heimat. 1915 wurde ihm das Schweizer Bürgerrecht verliehen. Sein Sohn Alphonse wurde am 9. Januar 1902 in St. Gallen geboren. Seine letzten Jahre als Schüler verbrachte dieser in der kaufmännischen Abteilung der Kantonsschule, wo er eine Studentenverbindung mit dem Namen Industria Sangallensis gründete. Aufgrund seiner Sprachkenntnisse gelang es ihm anschließend, eine Stelle bei Reichenbach & Co. zu bekommen. Dieses Unternehmen versetzte ihn später in seine Niederlassung in Paris. Dort lernte er Jeanne Bellanger kennen, die beiden heirateten 1928. In den 1930er Jahren zog er zunächst nach Zürich, 1936 dann nach Amsterdam. Später kehrte er in die Schweiz zurück und ließ sich endgültig in La Chaux-de-Fonds nieder. Er erhielt eine Arbeit in der Uhrenindustrie.

## Sprachliche Bemühungen
Alphonse Matejka beherrschte mehrere romanische und germanische Sprachen. Er sprach auch Russisch, schrieb für eine russischsprachige Zeitschrift und übersetzte in dieser Sprache sogar für die Akademie der Wissenschaften der UdSSR.
Zunächst engagierte er sich in der Ido-Bewegung, amtierte in den 1930er Jahren als Sekretär des Weltverbandes ULI und war Chefredakteur von dessen offizieller Zeitschrift Progreso.
Ab 1937 unterstützte er dann die Plansprache Occidental. 1942 veröffentlichte er die Erstausgabe des Lehrbuchs Occidental, die internationale Welthilfssprache. 1945 folgte das Wörterbuch Occidental-Deutsch und Deutsch-Occidental, das auf den Werken von Joseph Gär und Ric Berger basierte. Nachdem der Sprachname in „Interlingue“ geändert worden war, aktualisierte er das Buch und gab ihm den Titel Interlingue die natürliche Welthilfssprache, für Millionen geschaffen, von Millionen verstanden. Vollständiger Lehrgang in 20 Lektionen. Außerdem war er mehrere Jahre lang Hauptredakteur von Cosmoglotta.

## Werke
- Occidental, die internationale Welthilfssprache. Vollst. Lehrgang in 20 Lektionen. Institute Occidental, 1942
- Wörterbuch Occidental-Deutsch und Deutsch-Occidental. Institute Occidental, 1945.